# Sacha Velly
Sacha Velly (Laon, 9 febbraio 2005) è un nuotatore francese, specializzato nel nuoto di fondo.

## Biografia
Ha conquistato due medaglie di bronzo europee nella gara a squadre tra il 2024 e il 2025.

## Palmarès
| Anno | Manifestazione   | Sede         | Evento         | Risultato | Prestazione | Note |
| ---- | ---------------- | ------------ | -------------- | --------- | ----------- | ---- |
| 2022 | Mondiali         | Budapest     | 10 km          | 19º       | 1h54'34"0   |      |
| 2022 | Mondiali         | Budapest     | 25 km          | 19º       | 5h20'42"3   |      |
| 2022 | Mondiali         | Budapest     | 6 km a squadre | 4º        | 49'14"00    |      |
| 2023 | Mondiali         | Fukuoka      | 5 km           | 10º       | 55'33"10    |      |
| 2023 | Mondiali         | Fukuoka      | 20 km          | 12º       | 1h53'14"70  |      |
| 2024 | Europei di nuoto | Belgrado     | 5 km           | 4º        | 53'32"9     |      |
| 2024 | Europei di nuoto | Belgrado     | 10 km          | 10º       | 1h49'57"3   |      |
| 2024 | Europei di nuoto | Belgrado     | 5 km a squadre | Bronzo    | 1h06'51"7   |      |
| 2025 | Europei          | Cittavecchia | 6 km a squadre | Bronzo    | 1h03'41"72  |      |